# Gostota
Gostôta (označba {\displaystyle \rho \,}) je fizikalna količina, določena za homogena telesa kot razmerje med maso {\displaystyle m\,} in prostornino telesa {\displaystyle V\,}, kot razmerje med molsko maso {\displaystyle M\,} in molsko prostornino {\displaystyle V_{\rm {m}}\,} ali kot obratna vrednost specifične prostornine {\displaystyle v\,}:
{\displaystyle \rho ={\frac {m}{V}}={\frac {M}{V_{\rm {m}}}}={\frac {1}{v}}\!\,.}
Enota za merjenje gostote je kg/m³, g/cm³ ipd.
1000 kg/m3 = 1 kg/dm3 = 1 g/cm3.
Priprava za merjenje gostote manjših količin kapljevine je piknometer, za določevanje gostote večjih količin kapljevin pa se uporablja potopni areometer.
Enačbo za izračun gostote idealnih plinov se lahko izpelje iz splošne plinske enačbe:
{\displaystyle \rho ={\frac {pm}{nR_{\rm {m}}T}}={\frac {pM}{R_{\rm {m}}T}}\!\,,}
kjer je {\displaystyle R_{\rm {}}=8,314\mathrm {J} \,\mathrm {K} ^{-1}\,\mathrm {mol} ^{-1}\,} splošna plinska konstanta, {\displaystyle n\,} množina snovi, {\displaystyle M\,} molska masa plina, {\displaystyle p\,} tlak in {\displaystyle V\,} prostornina.

## Gostota trdnih in kapljevinastih snovi
| snov                | gostota [kg/m³] | snov                 | gostota [kg/m³]   |
| ------------------- | --------------- | -------------------- | ----------------- |
| črna luknja         | 4×1017          | nevtronska zvezda    | 8,4×1016 – 1×1018 |
| atomsko jedro       | 2,3×1017        | bela pritlikavka     | 1×109             |
| Sončevo jedro       | ~150000         | osmij                | 22590             |
| iridij              | 22560           | platina              | 21450             |
| zlato (0 °C)        | 19300           | volfram              | 19250             |
| uran                | 19050           | tantal               | 16600             |
| živo srebro         | 13580           | paladij              | 12023             |
| torij               | 11600           | svinec               | 11340             |
| srebro              | 10490           | baker                | 8960              |
| bron                | 8500            | železo               | 7870              |
| jeklo               | 7850            | kositer              | 7310              |
| cink                | 7049            | titan                | 4507              |
| diamant             | 3500            | bazalt               | 3000              |
| granit              | 2700            | aluminij             | 2700              |
| grafit              | 2200            | magnezij             | 1740              |
| PVC                 | 1300            | polimetil metakrilat |                   |
| morska voda (15 °C) | 1025            | voda (25 °C)         | 998               |
| HDPE                | 955             | MMA                  | 940               |
| led (0 °C)          | 917             | polietilen           | 910               |
| etilni alkohol      | 790             | bencin               | 740               |
| kapljevinski vodik  | 68              | aerogel              | 3                 |